# Stadtroda
Stadtroda – miasto w Niemczech, w kraju związkowym Turyngia, w powiecie Saale-Holzland. Liczy 6692 mieszkańców (31 grudnia 2018). Do 31 grudnia 2018 pełniło funkcję "gminy realizującej" (niem. "erfüllende Gemeinde") dla czterech gmin wiejskich: Bollberg, Möckern, Quirla oraz Ruttersdorf-Lotschen. 1 stycznia 2019 gminy Bollberg oraz Quirla zostały przyłączone do miasta i stały się tym samym jego dzielnicami.

## Współpraca
Miejscowości partnerskie:
- Homberg (Ohm), Hesja
- Tachov, Czechy